# Cold War Kids
I Cold War Kids sono un gruppo alternative rock statunitense di Fullerton, California.

## Storia del gruppo
I componenti del gruppo sono: Nathan Willett (voce, pianoforte), Jonnie Russell (chitarra), Matt Maust (basso) e Matt Aveiro (batteria).
I Cold War Kids diventano celebri anche in Italia nel 2006, con l'uscita del primo album Robbers and Cowards.
Dopo la pubblicazione di Loyalty to Loyalty nel 2008, è uscito il 24 gennaio 2011 il terzo album della band, intitolato Mine is Yours.

## Influenze
Il sito AllMusic individua le loro influenze in "classici" del rock americano come Jeff Buckley, Velvet Underground, Billie Holiday, Bob Dylan, Tom Waits. Molto simili, per sound e discendenza, sono i Modest Mouse e i White Stripes.

## Discografia

### Album
- 2006 - Robbers and Cowards (Downtown Records/V2)
- 2008 - Loyalty to Loyalty (Downtown Records/V2)
- 2011 - Mine is Yours (Downtown Records/V2)
- 2013 - Dear Miss Lonelyhearts (Downtown Music LLC)
- 2014 - Hold My Home (Downtown Music/V2)
- 2017 - L.A. Divine (Capitol)

### EP
- Mulberry Street (2005)
- With Our Wallets Full (2006)
- Up in Rags (2006)
- We Used to Vacation (2006)
- Live from SoHo (2007) (esclusiva iTunes)
- Benefit at the District (Online Bootleg) (2007)
- Live from the Paradiso (2008)
- Live at Fingerprints (2008)
- Behave Yourself (2010)
- Tuxedos (2013)

### Raccolte
- Up in Rags/With Our Wallets Full (2006)